# 椰子罐頭Online
椰子罐頭（COCOCAN），原名水果村、諾亞方舟（Noah's Ark）是由遊戲橘子開發的休閒網路遊戲，台灣方面由於人數不斷銳減，自2008年10月1日起停止營運。
椰子罐頭自2003年初在台灣推廣以來，吸引不少網友的興趣，玩家年齡層廣，之後也在日本、香港等地掀起風潮。

## 「椰子罐頭」名稱的由來
為了能讓名稱更貼近遊戲的性質，遊戲橘子決定將「諾亞方舟」改名為「椰子罐頭」，由於本遊戲是利用風向及仰角拋投各類武器來攻擊對手，以獲得等級的晉升和金幣，而「COCOCAN」的台語諧音為「一直丟、一直丟」，再把「COCONUT」和「CAN」兩個英文單字拼裝起來，中文翻譯即《椰子罐頭》，用此作為正式名稱。

## 營運狀況
日本遊戲橘子於2009年1月30日發布新聞表示，日版椰子罐頭將於當地時間4月30日晚間五點起停止營運，屆時椰子罐頭將完全走入歷史。
台灣方面由於玩家人數不斷銳減，遊戲橘子於2008年7月1日發布即將停止營運公告，自10月1日起台灣版椰子罐頭正式停止營運。
香港版停止營運。

## 遊戲角色
在本遊戲中，共設計出12個人物，但截至目前為止能選擇的角色有9個。以下所列能力之均為初始值，創立角色另有7點基數（台灣版後期僅有2點）可調配至各屬性中，另也可通過遊戲內道具提升。
| 角色名稱 | 角色原名（註1） | 中文原名（註2）       | 動物屬性 | 屬性基數                                       |
| KUKAT    | GuLu BuLu       | 咕嚕 咘嚕 酷貓（註2） | 公貓     | 體力：90／體質：8／力量：3／觀察力：3／跳躍：3 |
| PIDOG    | PiPi            | 皮皮                  | 狗       | 體力：65／體質：3／力量：3／觀察力：8／跳躍：3 |
| MILKAT   | MiMi            | 咪咪                  | 母貓     | 體力：65／體質：3／力量：8／觀察力：3／跳躍：3 |
| OTTO     |                 | 小歐歐                | 企鵝     | 體力：70／體質：4／力量：5／觀察力：4／跳躍：4 |
| BOOK     |                 |                       | 熊       | 體力：65／體質：3／力量：3／觀察力：3／跳躍：8 |
| BOBO     |                 |                       | 象       | 體力：95／體質：9／力量：4／觀察力：2／跳躍：2 |
| HOMER    |                 |                       | 河馬     | 體力：75／體質：5／力量：6／觀察力：3／跳躍：3 |
| MARA     | -               |                       | 兔       | （待查）                                       |
| MOOS     | -               |                       | 馬來貘   | （待查）                                       |
| CASO     | -               |                       | 鱷魚     | 本角色未登場                                   |
| PUPU     | -               |                       | 山豬     | 本角色未登場                                   |
| LALA     | -               |                       | 狐狸     | 本角色未登場                                   |

註1：角色原名係指「水果村」及「諾亞方舟」時期的名稱，欄位空白表示遊戲更名「椰子罐頭」後其角色名稱無異動，標明"-"者代表該角色於「水果村」及「諾亞方舟」時期尚未登場。
註2：官方所給予之中文名稱僅有表單上所列出之四個角色，「酷貓」之名稱為遊戲更名為「椰子罐頭」後同步更名。

## 外部連結
- 椰子罐頭3.0台灣官方網站 網際網路檔案館
- 椰子罐頭香港官方網站 網際網路檔案館
- 椰子罐頭日本官方網站 網際網路檔案館